# Mastacăn (gmina Dragomirești)
Mastacăn – wieś w Rumunii, w okręgu Neamț, w gminie Dragomirești. W 2011 roku liczyła 194 mieszkańców.